# Gil Chaverri
Gil Chaverri Rodríguez (Heredia, 15 de marzo de 1921 - San José, 27 de mayo de 2005), fue un químico y físico costarricense, autor de un arreglo de la Tabla periódica de los elementos basada en la estructura electrónica de los elementos, la cual permite colocar las series lantánidos y los actínidos en una secuencia lógica de acuerdo con su número atómico.

## Trayectoria científica
Ingeniero agrónomo por la Universidad de Costa Rica (en 1944), obtuvo una beca para la Universidad de Cornell, donde obtuvo el Máster en Ciencias en 1945. Regresa a Costa Rica y en 1959 consigue otra beca para completar su doctorado en la Universidad del Estado de Iowa, obteniéndolo en 1962.
Entre 1942 y 1946 fue profesor en el Colegio Seminario en San José (Costa Rica). A partir de 1946 fue profesor universitario en la Universidad de Costa Rica y en la Escuela Autónoma de Ciencias Médicas hasta su jubilación, en 1999.
En la Universidad de Costa Rica fue Director del Centro de Investigaciones Agronómicas (1956-1960), profesor de Química, Vicedecano y Decano de la Facultad de Ciencias y Letras. Fue, además, decano del Colegio Magíster y rector de la Universidad Panamericana. También fue director del Laboratorio Químico del Ministerio de Agricultura y Ganadería.
Desde el 11 de marzo de 1999, el laboratorio de química de la Escuela Autónoma de Ciencias Médicas de Centroamérica lleva su nombre.

## Otras actividades
Apasionado por los idiomas, estudió ocho: inglés, francés, alemán, ruso, latín, griego, italiano y portugués.
Desde los seis años recibió clases de piano, lo que le llevó, años después a formar, organizar y dirigir un coro con el que llegó a grabar un disco en 1969, con la colaboración de su esposa, María Antonieta Polini Castro.